# Самбия, Жуниор
Соломон Жуниор Самбия (фр. Salomon Sambia; род. 7 сентября 1996, Лион) — французский футболист центральноафриканского происхождения, защитник клуба «Салернитана». 

## Клубная карьера
Самбия — воспитанник клубов «Лион», «Макон» и «Ньор». В 2014 году в матче против «Дижона» он дебютировал в Лиге 2 в составе последних. 30 октября 2015 года в поединке против «Аяччо» Жуниор забил свой первый гол за «Ньор». Летом 2017 года Самбия на правах аренды перешёл в «Монпелье». 26 августа в матче против «Дижона» он дебютировал в Лиге 1. 20 января 2018 года в поединке против «Тулузы» Жуниор забил свой первый гол за «Монпелье». По окончании аренды клуб выкупил трансфер игрока за два млн. евро.
Летом 2022 года Самбия перешёл в итальянскую «Салернитану», подписав контракт на 4 года. 14 августа в матче против «Ромы» он дебютировал в итальянской Серии A.  